# Marcilly-sur-Tille
Pour les articles homonymes, voir Marcilly.
Marcilly-sur-Tille est une commune française située dans le département de la Côte-d'Or, en région Bourgogne-Franche-Comté.

Son nom serait d'origine celtique et signifierait « Une habitation au bord de l'eau » ou « Un lieu retranché » (« Mar » - Long, « Il » - Bord, « y » - Habitation).

## Géographie
Commune située sur l'Ignon à 20 minutes de Dijon, on y trouve le mont de Marcilly une butte culminant à 317 mètres.
La commune est desservie par une gare de la ligne de chemin de fer reliant Nancy à Dijon (tronçon d'Is-sur-Tille à Culmont - Chalindrey).

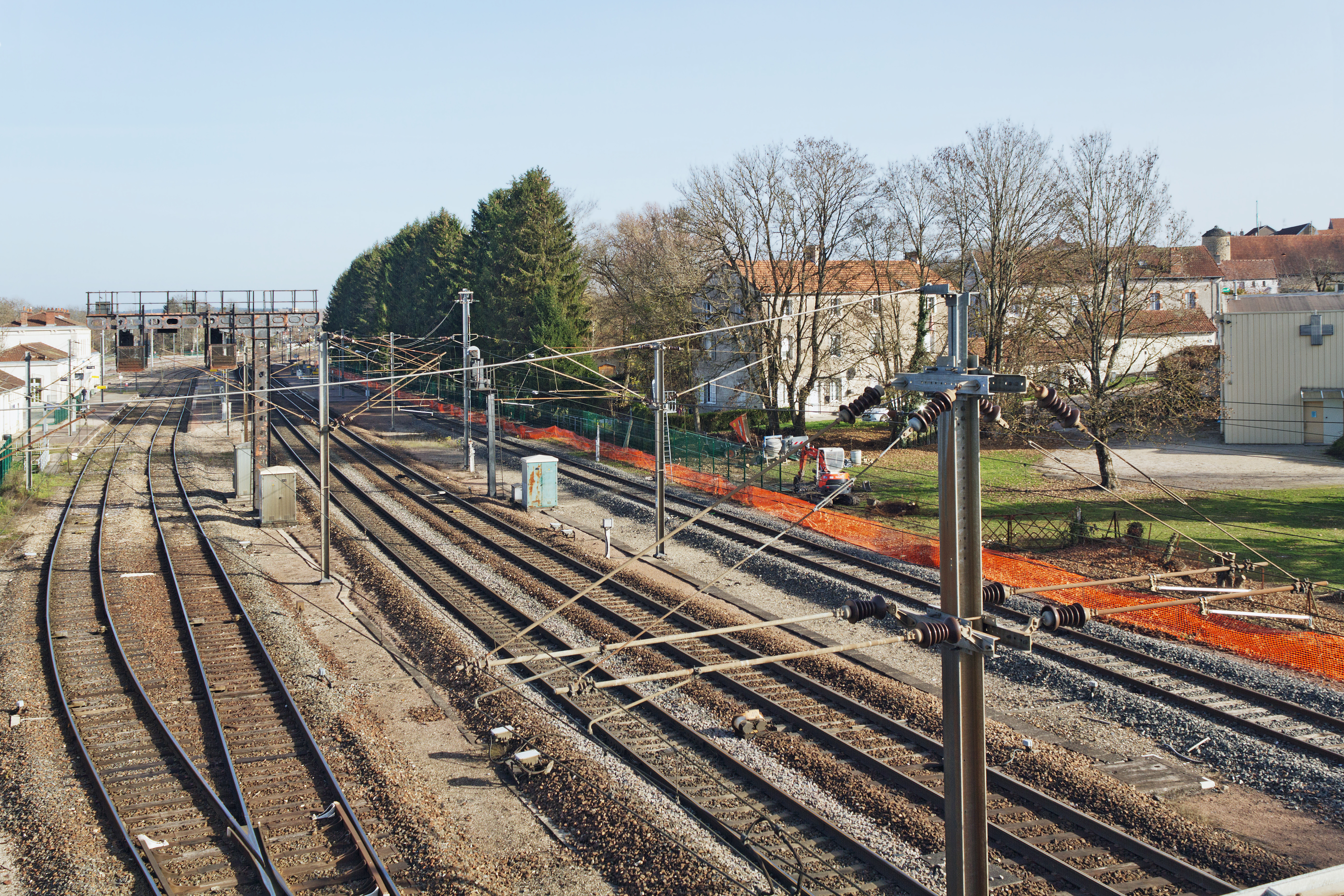
La ligne de chemin de fer Dijon-Nancy à Marcilly-sur-Tille

### Hydrographie
L'Ignon, rivière qui est un affluent de La Tille, traverse le village, juste au milieu, d'ouest en est. Le ruisseau La Venarde traverse le terroir du sud-ouest au nord-est, va se jeter dans la Tille à Til-Châtel.

### Lieux-dits et écarts
- L'Ignon
- Petite Forêt
- Le lac
- La gare d'Is/Marcilly
- Le Mont de Marcilly
- L'étang de Marcilly
- Le verger

### Climat
Pour des articles plus généraux, voir Climat de la Bourgogne-Franche-Comté et Climat de la Côte-d'Or.
En 2010, le climat de la commune est de type climat des marges montargnardes, selon une étude du Centre national de la recherche scientifique s'appuyant sur une série de données couvrant la période 1971-2000. En 2020, Météo-France publie une typologie des climats de la France métropolitaine dans laquelle la commune est exposée à un climat océanique altéré et est dans une zone de transition entre les régions climatiques « Lorraine, plateau de Langres, Morvan » et « Bourgogne, vallée de la Saône ». 
Pour la période 1971-2000, la température annuelle moyenne est de 10,3 °C, avec une amplitude thermique annuelle de 17,2 °C. Le cumul annuel moyen de précipitations est de 869 mm, avec 11,9 jours de précipitations en janvier et 8,3 jours en juillet. Pour la période 1991-2020, la température moyenne annuelle observée sur la station météorologique de Météo-France la plus proche, « Dijon Toison », sur la commune de Dijon à 23 km à vol d'oiseau, est de 11,5 °C et le cumul annuel moyen de précipitations est de 771,8 mm,. Pour l'avenir, les paramètres climatiques de la commune estimés pour 2050 selon différents scénarios d'émission de gaz à effet de serre sont consultables sur un site dédié publié par Météo-France en novembre 2022.

## Urbanisme

### Typologie
Au 1er janvier 2024, Marcilly-sur-Tille est catégorisée petite ville, selon la nouvelle grille communale de densité à 7 niveaux définie par l'Insee en 2022.
Elle appartient à l'unité urbaine d'Is-sur-Tille, une agglomération intra-départementale dont elle est une commune de la banlieue,. Par ailleurs la commune fait partie de l'aire d'attraction de Dijon, dont elle est une commune de la couronne,. Cette aire, qui regroupe 333 communes, est catégorisée dans les aires de 200 000 à moins de 700 000 habitants,.

### Occupation des sols
L'occupation des sols de la commune, telle qu'elle ressort de la base de données européenne d’occupation biophysique des sols Corine Land Cover (CLC), est marquée par l'importance des territoires agricoles (76,7 % en 2018), en augmentation par rapport à 1990 (75,5 %). La répartition détaillée en 2018 est la suivante : terres arables (65,9 %), zones agricoles hétérogènes (10,8 %), zones urbanisées (10,6 %), zones industrielles ou commerciales et réseaux de communication (6 %), forêts (3,4 %), eaux continentales (3,2 %). L'évolution de l’occupation des sols de la commune et de ses infrastructures peut être observée sur les différentes représentations cartographiques du territoire : la carte de Cassini (XVIIIe siècle), la carte d'état-major (1820-1866) et les cartes ou photos aériennes de l'IGN pour la période actuelle (1950 à aujourd'hui).

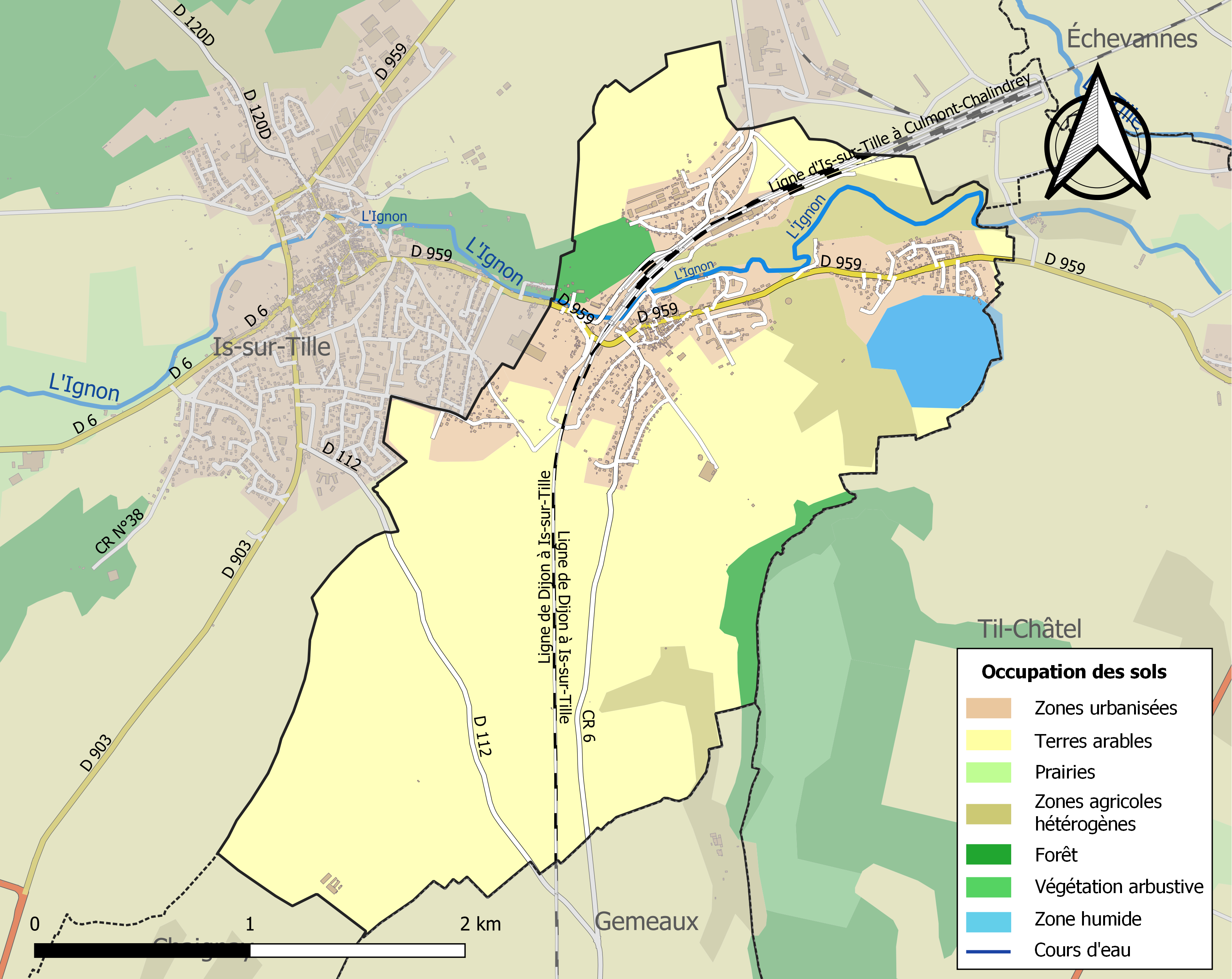
Carte des infrastructures et de l'occupation des sols de la commune en 2018 (CLC).

## Histoire
Par sa position isolée, la situation du mont de Marcilly avait tout naturellement attiré les hommes préhistoriques. En effet, elle permettait le contrôle de la vallée de la Tille. Ce poste d'observation servait également de refuge en cas de danger. Des armes (lames de faucilles et de couteaux), des outils nettement spécialisés (scie)... y ont été retrouvés et sont exposés au Musée Archéologique de Dijon.

### Carte de Cassini
|  |  |

La carte de Cassini ci-dessus montre qu'au XVIIIe siècle, Marcilly-sur-Tille qui s'appelait Marcilly est une Paroisse située sur la rive droite de la rivière L'Ignon.

Un moulin à eau est représenté par une roue dentée au milieu du village.

Au sud, les eaux de la rivière  la Venarde alimentent le moulin éponyme et forment deux étangs qui sont encore présents actuellement.

La ferme, la Rente d'Artaud, existe encore de nos jours.

À l'époque, la commune était dix fois moins peuplée qu'actuellement, 1 688 habitants contre 171 à l'époque de la Révolution.

### Histoire ferroviaire de la commune
|  |  |  |

|  |  |

Depuis 150 ans, Marcily-sur-Tille et Is-sur-Tille ont été un important carrefour de lignes de chemin de fer :
- d'abord, à partir de 1872, avec la Ligne de Dijon-Ville à Is-sur-Tille et la Ligne d'Is-sur-Tille à Culmont - Chalindrey ;
- puis, à partir de 1874 jusqu'en 1969, avec la ligne de chemin de fer de Troyes à Gray.

Ligne de Dijon-Ville à Is-sur-Tille et Ligne d'Is-sur-Tille à Culmont - Chalindrey

La première, créée en 1872, se dirige, depuis la gare d'Is-sur-Tille, plein sud sud vers la gare de Gémeaux et continue jusqu'à la gare de Dijon-Ville située à 33 km.
 
La seconde, mise en service en 1874, se dirige au nord vers la gare de Selongey pour aboutir à la gare de Culmont-Chalindrey située à 44 km.

Ces lignes à double voie ont été électrifiées en 1964 ; elles sont utilisées actuellement pour le transport de passagers et de fret.
La ligne de chemin de fer de Troyes à Gray

De 1882 au 2 mars 1969, la commune  a été traversée par la ligne de chemin de fer de Troyes à Gray, qui, venant du nord-est de la gare de Villey-Crécey, passait à l'est, côtoyait la ligne d'Is-sur-Tille à Culmont-Chalindrey, s'arrêtait à la gare d'Is-sur-Tille  puis, après avoir fait une grande boucle autour de Marcilly-sur-Tille, se dirigeait ensuite vers la gare de Til-Châtel.

L'horaire ci-dessus montre qu'en 1914, 4 trains s'arrêtaient chaque jour à la gare d'Is-sur-Tille  dans le sens Troyes-Gray et 4 autres dans l'autre sens.

À une époque où le chemin de fer était le moyen de déplacement le plus pratique, cette ligne connaissait un important trafic de passagers et de marchandises.
	
À partir de 1950, avec l'amélioration des routes et le développement du transport automobile, le trafic ferroviaire a périclité et la ligne a été fermée le 2 mars 1969 au trafic voyageurs puis désaffectée.
La gare d'Is-sur-Tille- Marcilly-sur-Tille

En réalité, la gare nommée Is-sur-Tille est implantée sur le terroir de la commune de Marcilly-sur-Tille; seule une partie du dépôt se trouve sur le terroir d'Is-sur-Tille, à l'extrême-est.

Actuellement, la gare est desservie quotidiennement par  six TER vers la gare de Dijon située à 33 km ; la durée du trajet est d'environ 30 minutes. Ce sont 4 TER qui prennent la direction de la gare de Culmont-Chalindrey située à 44 km avec une durée moyenne de 30 minutes.
Par manque d'archives, il y a peu d'informations quant à son histoire. La commune a appartenu à la maison du Trichatel et certains écrits citent l’église Saint-Maurice dès 801, elle fut rattachée à la Côte-d'Or en 1790.

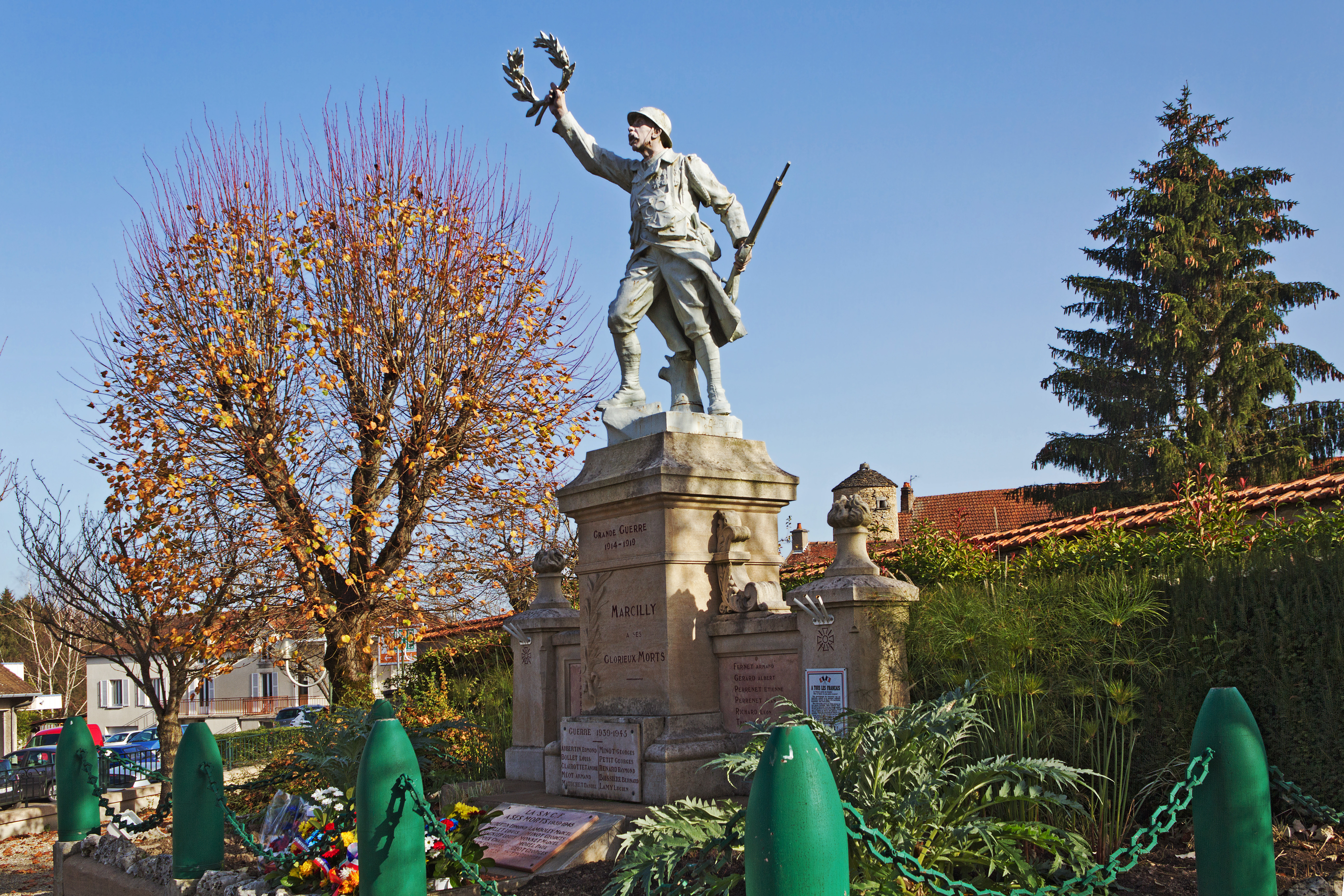
Monument aux morts.
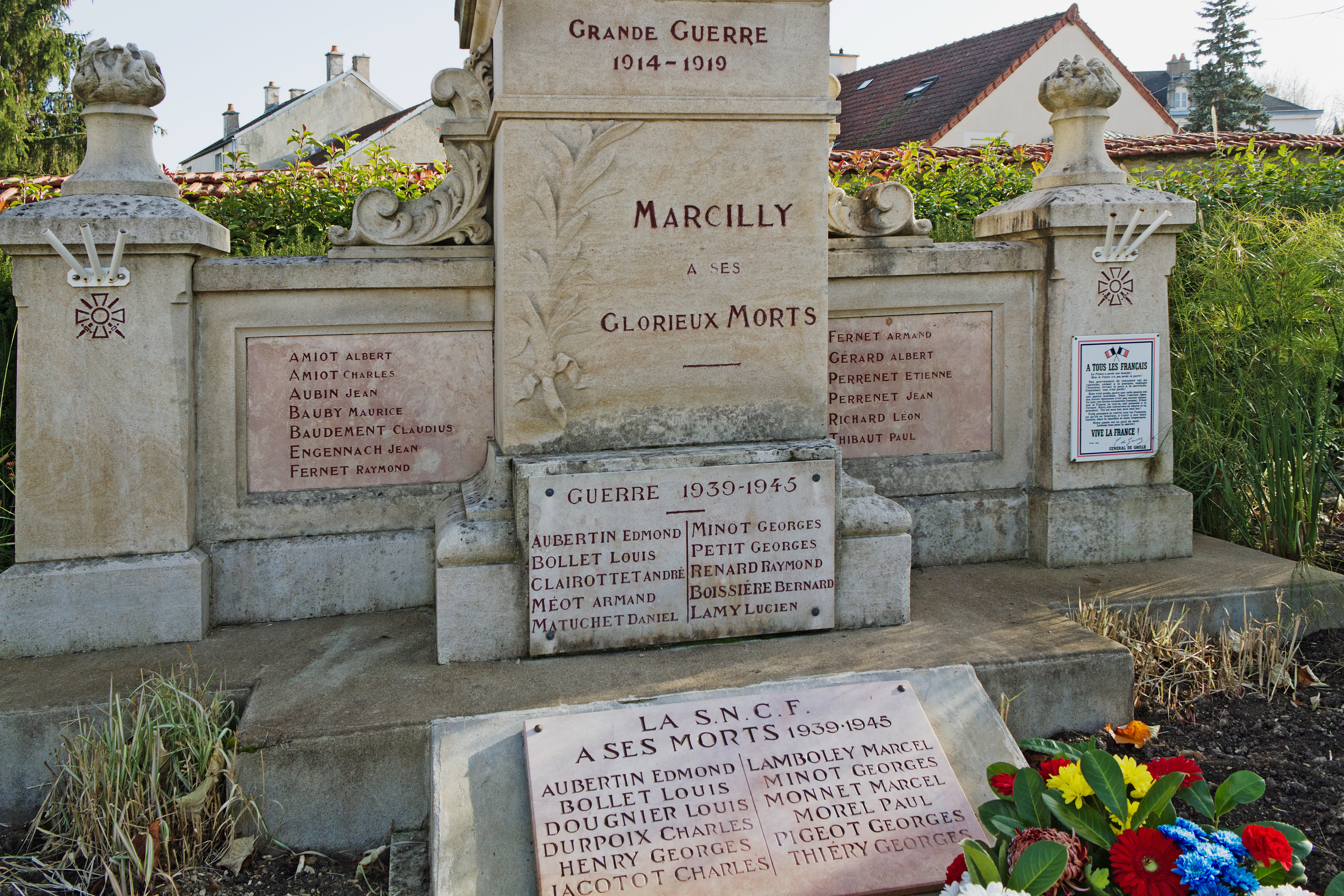
Détail des plaques-souvenir.

### Tendances politiques et résultats

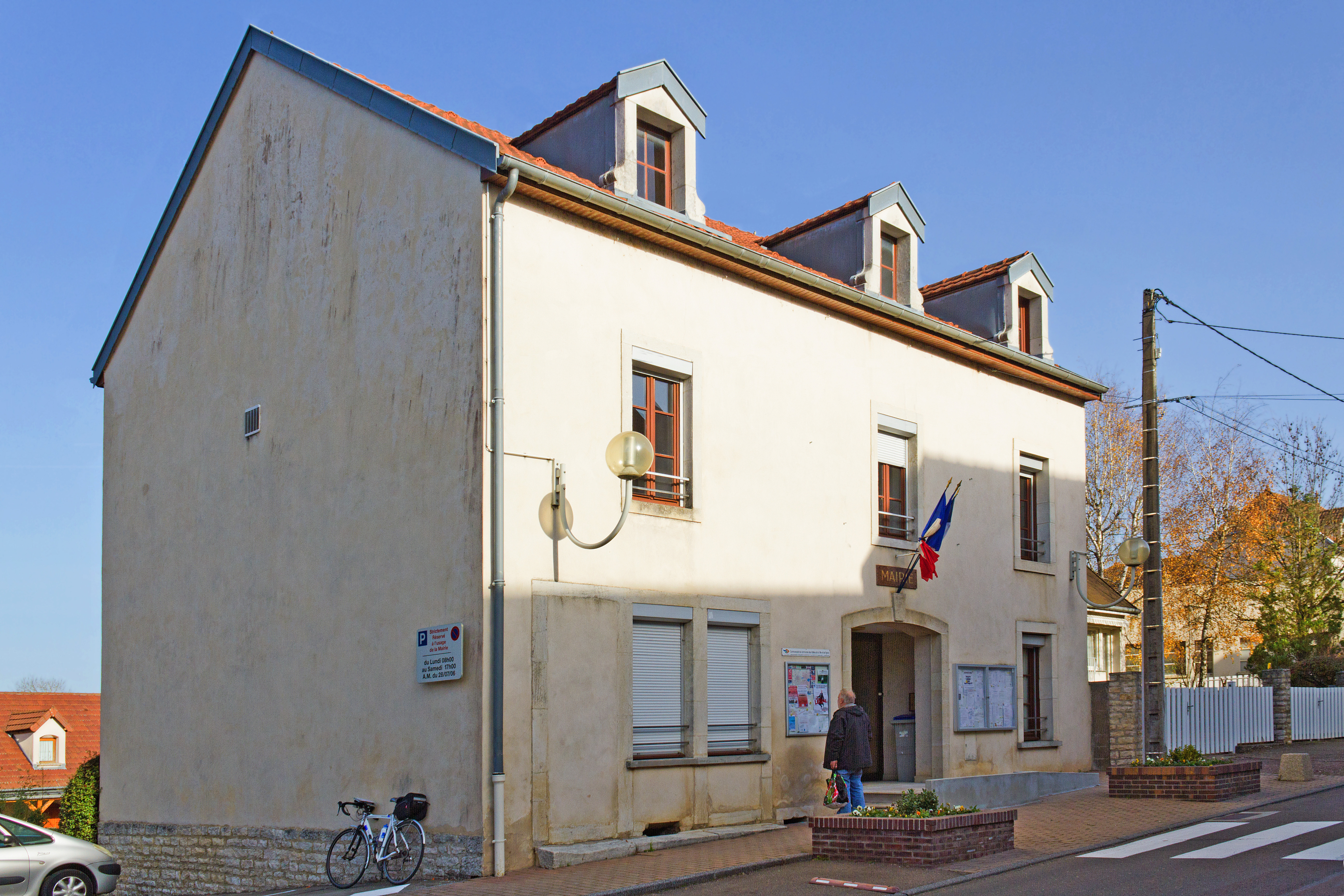
Mairie de Marcilly-sur-Tille.

## Politique et administration

### Liste des maires
| Période                                  | Période    | Identité           | Étiquette | Qualité       |
| ---------------------------------------- | ---------- | ------------------ | --------- | ------------- |
| 1865                                     | 1900       | Ernest Blagny      | /         |               |
|                                          | 1919       | Auguste Lochet     | /         |               |
| 1919                                     | après 1936 | Albert Schaub      | /         |               |
| vers 1970                                |            | Marcel Mariet      | /         |               |
| vers 1974                                | 1977       | WIEDER RAYMOND     | .         | Maire         |
| 1977                                     | 1983       | Jean Burande       | PS        | Vétérinaire   |
| 1983                                     | 1992       | Jean-Pierre Boinon | /         |               |
| 1992                                     | 1996       | Alain Siew         | /         |               |
| 1996                                     | 2001       | Claude Bérard      | /         |               |
| Mars 2001                                | en cours   | Daniel Lavèvre     | /         | Retraité SNCF |
| Les données manquantes sont à compléter. |            |                    |           |               |

## Démographie
L'évolution du nombre d'habitants est connue à travers les recensements de la population effectués dans la commune depuis 1793. Pour les communes de moins de 10 000 habitants, une enquête de recensement portant sur toute la population est réalisée tous les cinq ans, les populations de référence des années intermédiaires étant quant à elles estimées par interpolation ou extrapolation. Pour la commune, le premier recensement exhaustif entrant dans le cadre du nouveau dispositif a été réalisé en 2007.

En 2022, la commune comptait 1 734 habitants, en évolution de +4,14 % par rapport à 2016 (Côte-d'Or : +0,82 %, France hors Mayotte : +2,11 %).
| 1793 | 1800 | 1806 | 1821 | 1831 | 1836 | 1841 | 1846 | 1851 |
| ---- | ---- | ---- | ---- | ---- | ---- | ---- | ---- | ---- |
| 171  | 194  | 178  | 142  | 143  | 153  | 163  | 157  | 150  |

| 1856 | 1861 | 1866 | 1872 | 1876 | 1881 | 1886 | 1891 | 1896 |
| ---- | ---- | ---- | ---- | ---- | ---- | ---- | ---- | ---- |
| 126  | 127  | 122  | 129  | 147  | 364  | 514  | 455  | 464  |

| 1901 | 1906 | 1911 | 1921 | 1926 | 1931  | 1936 | 1946 | 1954 |
| ---- | ---- | ---- | ---- | ---- | ----- | ---- | ---- | ---- |
| 518  | 519  | 582  | 740  | 968  | 1 015 | 948  | 845  | 816  |

| 1962 | 1968 | 1975  | 1982  | 1990  | 1999  | 2006  | 2007  | 2012  |
| ---- | ---- | ----- | ----- | ----- | ----- | ----- | ----- | ----- |
| 790  | 733  | 1 209 | 1 350 | 1 403 | 1 432 | 1 485 | 1 493 | 1 663 |

| 2017  | 2022  | - | - | - | - | - | - | - |
| ----- | ----- | - | - | - | - | - | - | - |
| 1 666 | 1 734 | - | - | - | - | - | - | - |

## Lieux et monuments
- Une croix datant de -1000.
- Un moulin datant du XVIIIe siècle.
- 3 pigeonniers
- L'église Saint Maurice date du XIIIe siècle. L'église primitive citée dès 801 était aussi sous le vocable de Saint-Jean-Claude[réf. souhaitée], le patron des dynasties burgondes. Elle a subi au cours des siècles de nombreuses transformations. Elle comprend une nef de la fin du XIIe ou début XIIIe, un transept avec clocheton en bois qui renferme une cloche de 1684, un chœur du XIIIe orné d'une corniche à double courbure. L'église possède aussi une chaire formée de panneaux gothiques richement sculptés.

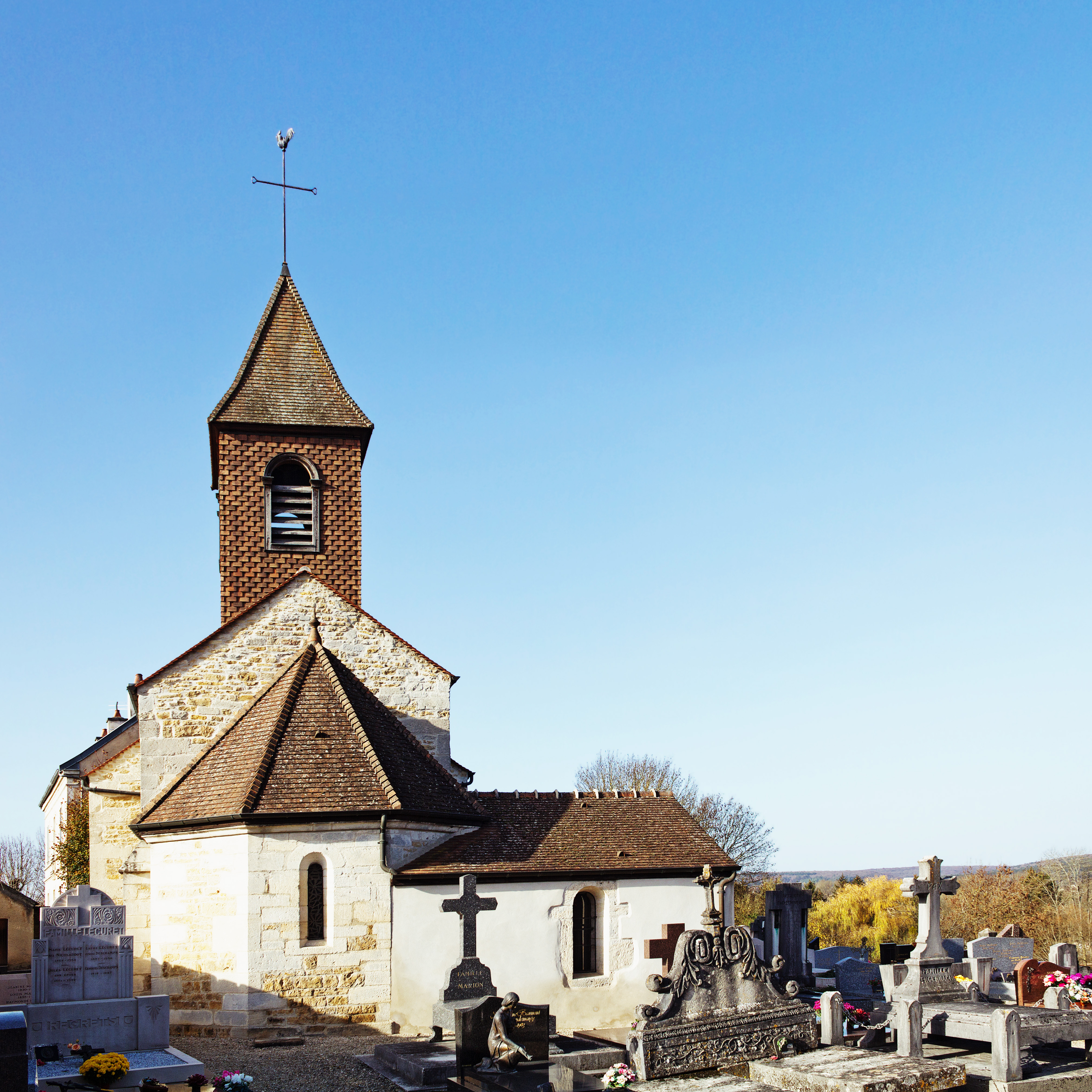
L'église dans l'enclos du cimetière.
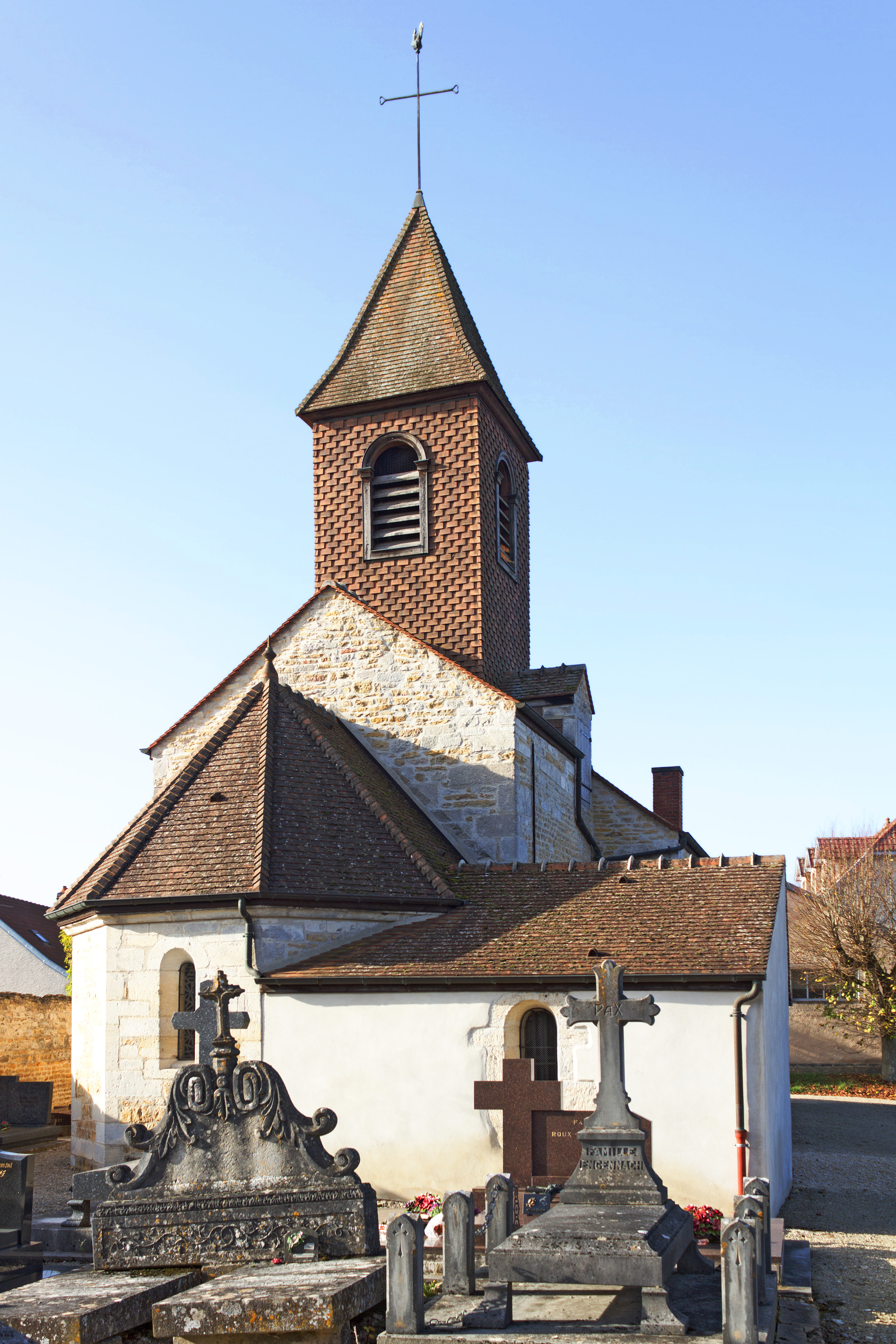
Abside.

- Le mont de Marcilly couvrant une surface de 10[réf. souhaitée] hectares.